# Моја последња главобоља
Моја последња главобоља је роман српске књижевнице Лауре Барне објављен 2008. године у издању "Службеног гласника". То је биографски роман у коме се у Барниној визији Исидора Секулић опсесивно враћа трну којим ју је повредио Јован Скерлић на почетку њеног списатељског пута. Роман уводи читаоца у интимне одаје душе и ума велике српске књижевнице Исидоре Секулић.

## Историјске чињенице
Јован Скерлић је 1913. године  написао критички приказ Сапутника Исидоре Секулић и Исповести Милице Јанковић и објавио га под насловом „Две женске књиге“. 
Скерлић је у Сапутницима видео књигу „личнога надахнућа и врло интимног тона“, написану у години када се, „откако нас има на свету, највише пролило српске крви“, те замера Исидори што у тој години излази њена књига у којој има „седамнаест страна фраза о једној главобољи“. Исидорина главобоља и прекор критичара књизи оставили су видног трага у животу и размишљању Исидоре Секулић. Тој опсесивној теми посвећен је роман Моја последња главобоља.

## Радња
Лаура Барна снагом уживљавања улази у лик Исидоре Секулић „бележећи“ њену предсмртну исповест. Тај интимни, интелектуални, морални па и поетички тестамент И. Секулић писан је са мером, драматично и уверљиво.
То је и сократски говор у којем су сабеседници Барна, загонетни песник, а иницијални повод Исидорине исповести је поменути Скерлићев текст. Али у основи је то заветни солилоквијум једне изузетне личности у предсмртном часу којој, пишући у њено име, Лаура Барна двојнички позајмљује своју реч и свој списатељски дар.
Искрсавају успомене, менталне слике, ликови знаних и незнаних Исидориних познаника, пријатеља или супарника, речи оживљавају  осећања и мисли. Приказ Исидориних сапутника, твори две равни око исте осе: мозаик значајних личности културног живота Београда у првој половини прошлога века, с ухваћеним струјањем идеја и ставова, поетика и идеологија, моралних убеђења и неморалних посрнућа, а с друге стране то је калеидоскоп личних осећања, дилема, нерашчишћених рачуна и неисказаних речи. 

## Награде
Моја последња главобоља је ушао у ужи избор НИН-ове награде.